# Heinrich Matthes
Heinrich Arthur Matthes (Wermsdorf, 11 gennaio 1902 – Bochum, 16 dicembre 1978) è stato un militare tedesco, SS-Obercharführer vice comandante del campo di sterminio di Treblinka.
Durante l'Operazione Reinhard, Matthes fu nominato capo dell'area di sterminio del Campo II di Treblinka, dove le camere a gas furono gestite dal personale delle SS che supervisionava circa 300 prigionieri allo smaltimento dei cadaveri. Fu processato nei processi di Treblinka del 1964 e condannato all'ergastolo.

## Biografia
Matthes nacque nel 1902 a Wermsdorf, vicino a Lipsia. Frequentò la scuola elementare pubblica per otto anni. Studiò a Sonnenstein dove sostenne l'esame di infermiere. Lavorò poi negli ospedali di Arnsdorf e Bräunsdorf. Si sposò ed ebbe una figlia.

### Carriera
All'inizio del 1934 si iscrisse al partito nazista e alle SA. Allo scoppio della seconda guerra mondiale fu arruolato nell'esercito. Dopo circa due anni, Matthes entrò nel laboratorio fotografico legato al programma Aktion T4, successivamente prestò servizio in Russia con l'Organizzazione Todt inquadrato nell'unità T4. Il grado più in alto raggiunto da Matthes nell'Heer fu Obergefreiter.

#### Campo di sterminio di Treblinka
Nell'agosto 1942, Matthes ricevette l'ordine di recarsi nella riserva di Lublino, dove fu arruolato nelle SS con il grado di Scharführer nell'ambito dell'Operazione Reinhard e inviato al campo di sterminio di Treblinka. Arrivato al campo, fu nominato ufficiale capo al comando del Campo II (l'area di sterminio) e delle camere a gas. Matthes è stato così ricordato dal collega Franz Suchomel, ufficiale delle SS di Treblinka:
Matthes era ossessionato dalla pulizia. Nell'autunno del 1942, Matthes fucilò due prigionieri perché alla fine della giornata di lavoro non avevano pulito in modo soddisfacente la barella che usavano per trasportare i cadaveri. Nell'inverno del 1942-1943, a Treblinka scoppiò un'epidemia di tifo. Matthes portò otto detenuti malati al Lazaret e li fece fucilare. Nello stesso inverno fucilò il prigioniero Ilik Weintraub perché, durante il trasferimento dei corpi dalle camere a gas alle fosse, Weintraub si era fermato a bere dell'acqua dal pozzo.
Matthes come ricordato da Jerzy Rajgrodzki, un prigioniero della zona di sterminio:
Nell'autunno del 1943, Matthes fu trasferito nel campo di sterminio di Sobibor e successivamente a Trieste nel Sonderabteilung Einsatz R con gli altri responsabili dell'Operazione Reinhard.
Al processo di Treblinka del 1965 fu condannato all'ergastolo. Matthes morì in carcere nel 1978.